# Стерегущий (миноносец)
«Стерегу́щий» — русский миноносец типа «Сокол». Заложен в 1900 году на Невском заводе (Санкт-Петербург), имея тогда название «Кулик». Спущен на воду в июне 1902 году под именем «Стерегущий» в Порт-Артуре, куда по частям был доставлен железнодорожным транспортом. В строй вступил в августе 1903 года. Погиб в неравном бою с превосходящими силами японцев 26 февраля (10 марта) 1904 года во время русско-японской войны. Против миноносцев «Стерегущий» и «Решительный» действовало четыре японских миноносца, которые по вооружению, водоизмещению и количеству экипажа существенно превосходили русские миноносцы.

## История гибели

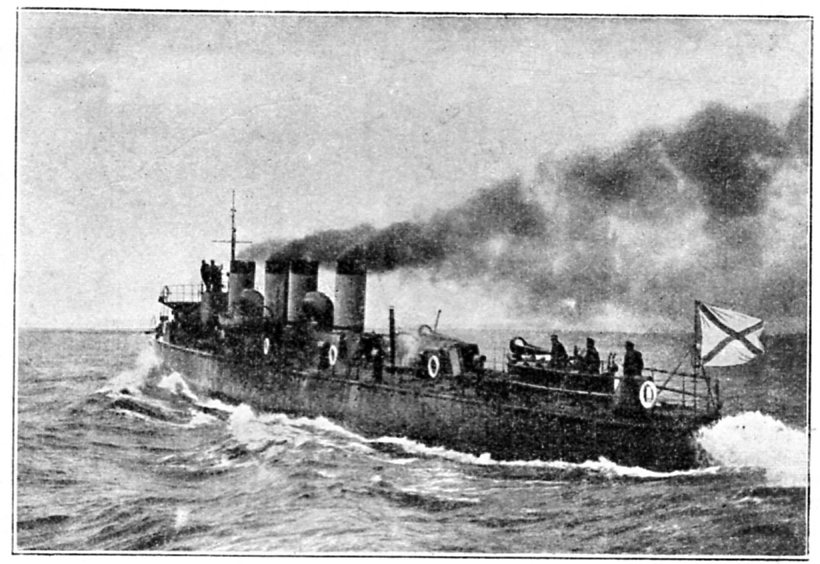
Миноносец «Стерегущий»

На рассвете 26 февраля (10 марта) эскадренные миноносцы «Стерегущий» и «Решительный», возвращаясь в Порт-Артур после ночной разведки, наткнулись на четыре японских миноносца «Акэбоно», «Садзанами», «Синономэ» и «Усугумо». Впоследствии к ним присоединились два крейсера «Токива» и «Титосэ». Командиры русских миноносцев приняли решение избежать сражения, но прорыв к Порт-Артуру удался только «Решительному». «Стерегущий», окружённый превосходящими силами противника, принял бой.
Пока работала машина, ещё оставалась надежда прорваться в Порт-Артур, но в 6 ч 40 мин японский снаряд, разорвавшись в угольной яме, повредил два смежных котла. Миноносец стал быстро терять ход. Кочегар Иван Хиринский выскочил на верхнюю палубу с докладом. Вслед за ним поднялся наверх машинист 2-й статьи Василий Новиков. Оставшиеся внизу кочегарный квартирмейстер Петр Хасанов и кочегар Алексей Осинин попытались устранить повреждения, но очередной снаряд, разорвавшийся в кочегарке № 2, ранил Осинина. Хлынувшая через пробоину вода залила топки. Задраив за собой горловины, кочегары выбрались на верхнюю палубу, где стали свидетелями последних минут неравного боя.
Одно за другим замолкали орудия «Стерегущего». Погибли на своих постах командир миноносца лейтенант А. С. Сергеев и мичман К. В. Кудревич, был убит лейтенант Н. С. Головизнин, распоряжавшийся спуском на воду вельбота. Инженер-механика В. С. Анастасова взрывом снаряда выбросило за борт.
В 7 ч 10 мин орудия «Стерегущего» замолчали. На воде качался лишь разрушенный остов миноносца, без труб и мачты, с искорёженными бортами и палубой, усеянной телами его героических защитников.
Японские корабли, прекратив огонь, собрались вокруг флагманского миноносца «Усугумо». Доклады, полученные начальником отряда, дополнили картину боя. Если сам «Усугумо» отделался незначительными повреждениями, как и «Синономе» (2 попадания снарядов, в экипаже 2 раненых), то в «Сазанами» попало восемь снарядов (в экипаже 1 убитый и 1 тяжелораненый), а в «Акебоно» — 27 (по японским данным, в экипаже 4 раненых).
В 8 ч 10 мин японцы завели буксир, и «Сазанами» начал буксировку. В это время подоспело подкрепление — крейсера «Баян» и «Новик» под командованием самого адмирала С. О. Макарова, но японские корабли, не приняв боя, отошли, подняв на борт четверых уцелевших членов экипажа погибшего миноносца.
В 9 ч 07 мин «Стерегущий» затонул. В составленном Морским генеральным штабом в Токио «Описании военных действий японского флота на море в 37—38 гг. Мэйдзи» сказано, что затонул он в 7 милях к юго-востоку от горы Лаотешань (в 6 милях от маяка Люйшунь).
Из экипажа «Стерегущего» в живых остались только Ф. Юрьев, И Хиринский, А. Осинин и В. Новиков. Все они по возвращении на Родину были награждены знаками отличия военного ордена IV степени (обычно его называли Георгиевским крестом).

## Командиры
- хх.хх.1903 — 06.10.1903 — капитан 2-го ранга Бурхановский, Матвей Васильевич
- 06.10.1903 — 19.01.1904[3] — лейтенант (с 01.01.1904 капитан 2-го ранга) Скорупо, Фома Ромуальдович
- 19.01.1904 — 26.02.1904 — лейтенант Сергеев, Александр Семёнович

## Состав экипажа 26 февраля 1904 года
- Командир: лейтенант Александр Сергеев
- Старший офицер: лейтенант Николай Головизнин 2-й
- Артиллерийский офицер: мичман Константин Кудревич
- Инженер-механик: Владимир Анастасов

Спасённые нижние чины:
- трюмный машинист Василий Новиков
- кочегар 1-й статьи Алексей Осинин
- минно-машинный квартирмейстер (и. о. боцмана) Фёдор Юрьев
- кочегар Иван Хиринский

## Память
10 (23) мая 1911 года, в присутствии императора Николая II, в Александровском парке на Каменноостровском проспекте в Санкт-Петербурге открылся памятник, посвящённый геройской гибели в бою миноносца «Стерегущий» по проекту скульптора К. В. Изенберга и архитектора А. И. фон Гогена (расчёты фундамента выполнил проф. В. Н. Соколовский, отлил скульптурную композицию талантливый литейщик В. З. Гаврилов). Памятник изображает двух матросов, открывающих кингстон, так как по информации, именно В. Новиков и И. Бухарев затопили корабль, чтобы он не достался врагу.

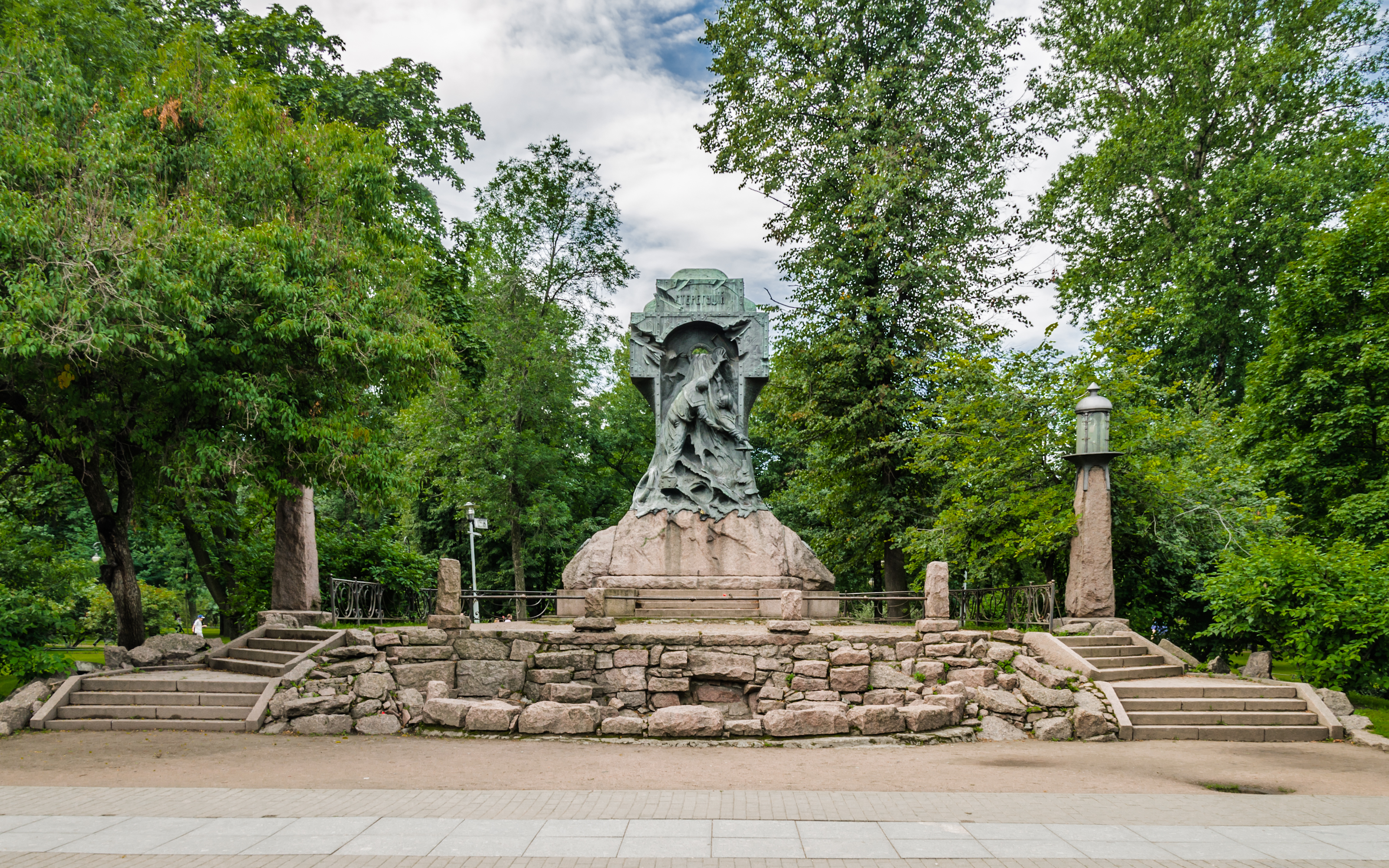
Мемориальная композиция миноносцу «Стерегущий»

Журнал «Искры» в мае 1911 года опубликовал фотографии с церемонии открытия памятника. Подпись под одной из них гласит: «Открытый 10 мая в Петербурге в Высочайшем присутствии памятник героям миноносца „Стерегущий“ с льющимся из открытого иллюминатора потоком воды».
В 1962 году в его честь был назван небольшой остров в архипелаге Северная Земля.

## Отражение подвига в культуре. Наследие
- Геройская гибель миноносца сделала его имя легендарным и широко известным. Впоследствии оно неоднократно присваивалась кораблям советского и российского флота.
- На родине А. С. Сергеева, в Курске, его именем названа школа № 18. Гимн школы — «Песня о „Стерегущем“», написанная курскими авторами: композитором Виктором Мезенцевым и поэтом Василием Золоторёвым. Впервые исполнена 10 марта 2004 года.[9]
- Также известна песня «Гибель „Стерегущего“», исполненная популярной певицей Жанной Бичевской.
- Подвиг «Стерегущего» упоминается в книге Валентина Пикуля «Крейсера».
- Александр Харитановский взял за основу своего романа «Господа офицеры!» судьбу А. С. Сергеева и миноносца «Стерегущий».